# Васін Євген Михайлович
Васін Євген Михайлович (* 7 листопада 1936, с. Рибне, Рибинський район, Московська область) — Народний депутат України 1-го скликання.

## Біографія
Народився в сім'ї робітника-залізничника. Закінчив Одеський політехнічний інститут за фахом «інженер-механік».
З 1960 р. працював інженером-конструктором, заступником начальника, начальником цеху Горлівського машинобудівного заводу. З 1969 р. — майстер, інженер-конструктор, головний механік, заступник головного інженера, головний інженер Полтавського тепловозоремонтного заводу. З 1985 р. — начальник Полтавського філіалу ПКТБ (по локомотивах), а з 1988 р. — директор державного орендного підприємства «Полтавський тепловозоремонтний завод».
Одружений, має двох дітей.

## Політична діяльність
Член КПРС з 1963 року, лектор районного товариства «Знання», член інформаційно-пропагандистської групи заводу.
Висунутий кандидатом у Народні депутати трудовим колективом Полтавського тепловозоремонтного заводу. 18 березня 1990 р. обраний Народним депутатом України, набравши у 2-му турі 49,36% голосів і перемігши 8 претендентів (м. Полтава, Ленінський виборчий округ N 316)
Входив до групи «За радянську суверенну Україну».
Член Комісії ВР України з питань розвитку базових галузей народного господарства.

## Нагороди
Присвоєно звання «Почесний залізничник».